# Лимитированная склеродермия
Лимитированная склеродермия — подформа системной склеродермии. Также известна как CREST-синдром (аббревиатура названий болезней, которыми сопровождается лимитированная форма):
- C — кальциноз (англ. саlcinosis)
- R — болезнь Рейно (Raynaud’s phenomenon)
- E — эзофагит (esophageal dysmotility)
- S — склеродактилия (sclerodactyly)
- T — телеангиоэктазия (telangiectasias)

Это форма системной склеродермии, ассоциированной с антителами к центромерам. Обычно распространяется на почки. Если в процесс вовлечены лёгкие, то это проявляется в виде легочной артериальной гипертензии.